# Maurice Collins (Richter)

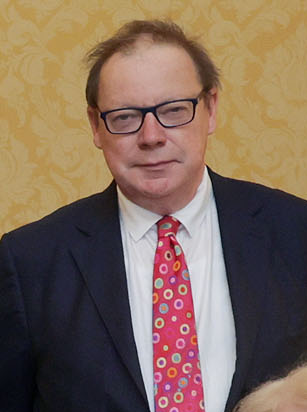
Maurice Collins

Maurice Collins (* in Cork, Irland) ist ein irischer Richter, Rechtsanwalt und Hochschullehrer, der im November 2022 zum Richter am Supreme Court der Republik Irland berufen wurde. Zuvor arbeitete er von 2019 bis 2022 als Richter am Court of Appeal.

## Leben
Maurice Collins, ein Großneffe von Michael Collins wuchs in Clonakilty im County Cork auf. Er studierte zunächst englische Literaturwissenschaften und Philosophy am University College Cork. Im Anschluss daran folgte die Ausbildung am King’s Inns. 1989 wurde er zur Rechtsanwaltschaft als Barrister zugelassen. 2003 wurde er Senior Counsel.
Schwerpunkt seiner Tätigkeit war bis dahin das Öffentliche Recht. 
2019 vertrat er Irland vor dem Europäischen Gerichtshof in der Angelegenheit der illegalen staatlichen Beihilfe für Apple. 

## Privates
Maurice Collins ist mit Nora Rice verheiratet.